# Niels Pauli Danielsen
Niels Pauli Danielsen (* 6. Dezember 1938 in Tvøroyri) ist ein färöischer ehemaliger Priester und Politiker der Tjóðveldisflokkurin TF sowie später der Kristiligi Fólkaflokkurin KrF, der unter anderem von 1985 bis 1988 Minister für Soziales und Kommunales in der Landesregierung Atli Dam IV sowie zudem zwischen 1988 und 1994 Mitglied des Løgting war.

## Leben

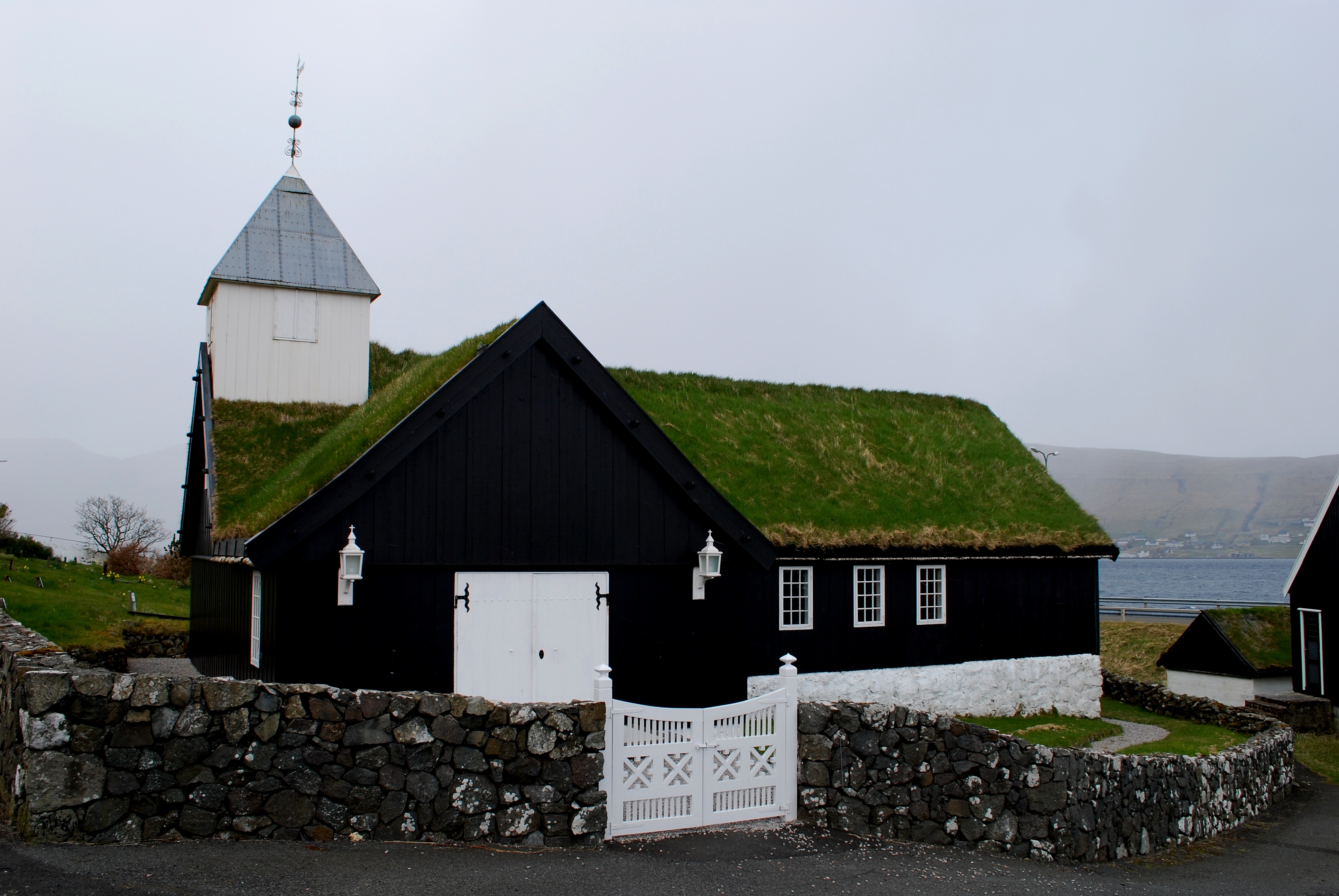
Danielsen war von 1973 bis 1980 Pfarrer der Färöischen Volkskirche in Strendur.

Niels Pauli Danielsen, Sohn von Elsa Elisabeth Midjord und Hilmar Sigmundur Danielsen, begann nach dem „Examen artium“ in Rønde 1958 ein Studium der Theologie an der Universität Kopenhagen, welches er 1968 als „Candidatus theologiæ“ beendete. Als Nachfolger von Kristian Osvald Viderø war er zwischen 1968 und 1973 Pfarrer der Färöischen Volkskirche in Viðareiði. Sein politisches Engagement begann er für die Republikanische Partei TF (Tjóðveldisflokkurin TF) in der Kommunalpolitik und war von 1970 und 1974 Mitglied des Stadtrates sowie zwischen 1971 und 1974 Bürgermeister von Viðareiði. Er war von 1973 bis 1980 Pfarrer in Strendur und Skála und gehörte zudem von 1977 bis 1980 dem Gemeinderat von Sjóvar. Im Anschluss war er von 1980 bis zu seinem Eintritt in den Ruhestand 2009 – mit Ausnahme seiner Amtszeit als Minister – Pfarrer in Klaksvík. 
Nachdem Danielsen 1984 aus der Tjóðveldisflokkurin ausgetreten war, wurde er Mitglied der Christlichen Volkspartei KrF (Kristiligi Fólkaflokkurin). Am 10. Januar 1985 wurde er als Minister für Soziales und Kommunales in die Landesregierung Atli Dam IV berufen und bekleidete diese Ämter bis zum 5. April 1988. Bei der Løgtingswahl am 8. November 1988 wurde er für die Christliche Volkspartei erstmals zum Mitglied des Parlaments (Løgting) gewählt und vertrat in diesem nach seiner Wiederwahl am 17. November 1990 bis zum 7. Juli 1994 den Wahlkreis „Norðuroya“. Während seiner Parlamentszugehörigkeit war er zwischen 1991 und 1994 Vorsitzender der KrF-Fraktion, wobei es 1992 zu einer Spaltung und anschließenden Gründung der Zentrumspartei MF (Miðflokkurin) unter Álvur Kirke kam. Er war mit Elsebeth Kalsø verheiratet, die 2019 verstarb.